# 253
253 (CCLIII) je bilo navadno leto, ki se je po julijanskem koledarju začelo na soboto.

## Dogodki
- 1. januar

## Smrti
- Emilijan, cesar Rimskega cesarstva (* okoli 210)
- Trebonijan Gal, cesar Rimskega cesarstva (* 206)
- Voluzijan, cesar Rimskega cesarstva (* ni znano)